# Hyphydrus koho
Hyphydrus koho är en skalbaggsart som beskrevs av Stastný 2007. Hyphydrus koho ingår i släktet Hyphydrus och familjen dykare. Inga underarter finns listade i Catalogue of Life.